# Maffei 1

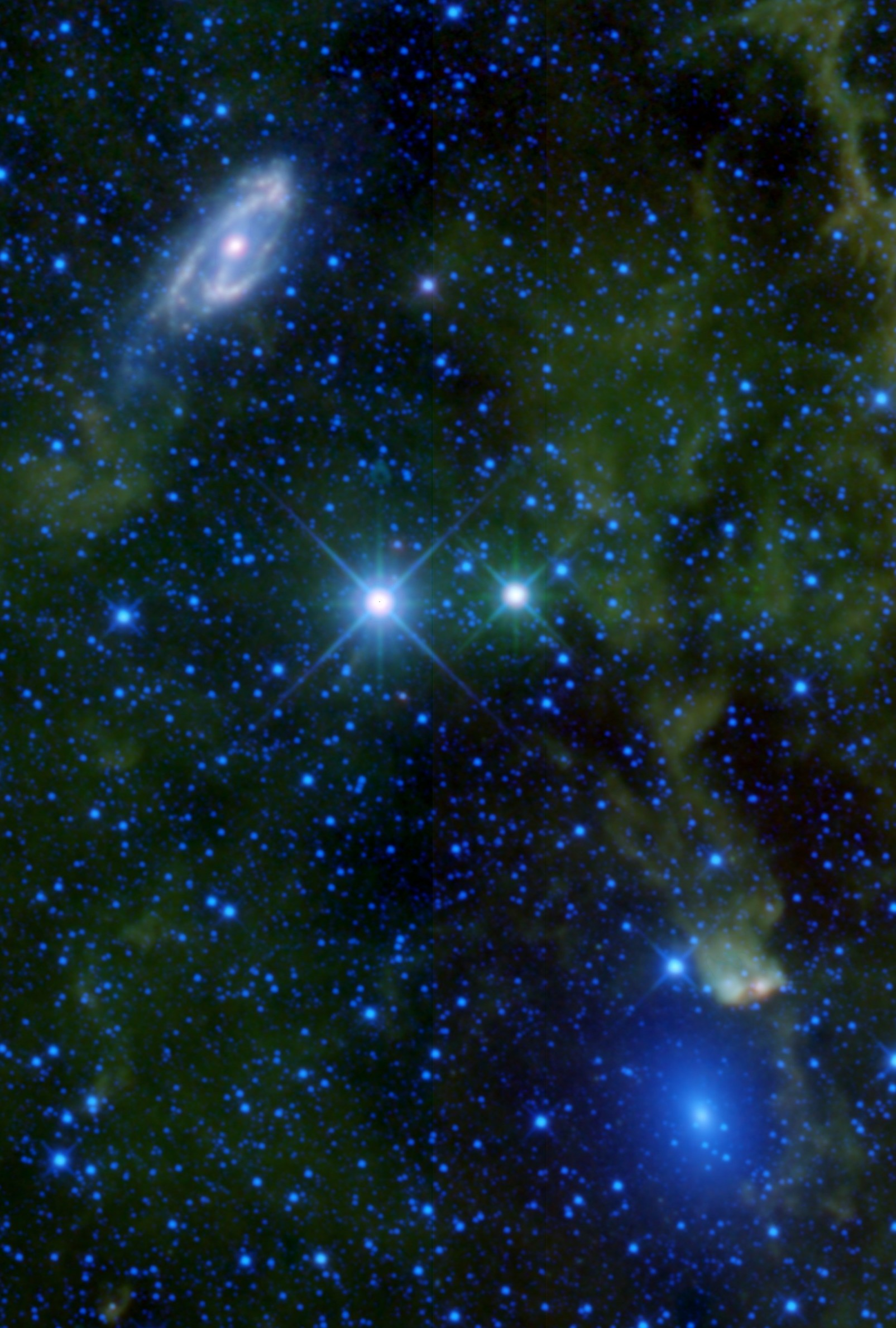
Galaxiile Maffei 1 (dreapta jos) și Maffei 2 (stânga sus). Fotografie luată de Telescopul spațial Spitzer.

Maffei 1 este o galaxie situată în constelația Cassiopeia și aproapiată fizic de Grupul Local, grupul de galaxii din care face parte și Galaxia Noastră. Ea face parte din grupul IC 342/Maffei, un grup de galaxii care prezintă similitudini cu Grupul Local, dat fiind faptul că și acesta este subdivizat în două substructuri, fiecare centrată pe câte o galaxie dominantă. 

## Denumire
Maffei 1 este denumită în onoarea descoperitorului său, astronomul italian Paolo Maffei, descoperitor și al obiectului Maffei 2, o galaxie mai masivă.

## Caracteristici
Maffei 1 face parte din subgrupul Maffei, dominat de sora sa Maffei 2. În pofida proximității sale de Grupul Local, Maffei 1 este extrem de dificil de observat: situată aproape exact în planul galactic (latitudine galactică de -0,55°), ea este supusă, ca și Maffei 2, unei extincții considerabile, conferindu-i o magnitudine aparentă foarte ridicată, de ordinul lui 17, ceea ce explică descoperirea sa târzie (1968) pentru o galaxie de o asemenea talie și la această distanță.